# La locanda degli annegati
La locanda degli annegati (titolo originale in francese L'auberge aux noyés, pubblicato in traduzione italiana anche con il titolo L'albergo degli annegati) è un racconto scritto dall'autore belga Georges Simenon, in cui compare protagonista la figura di Maigret.
È stato scritto a Neuilly-sur-Seine, in Francia nel 1938.

## Trama

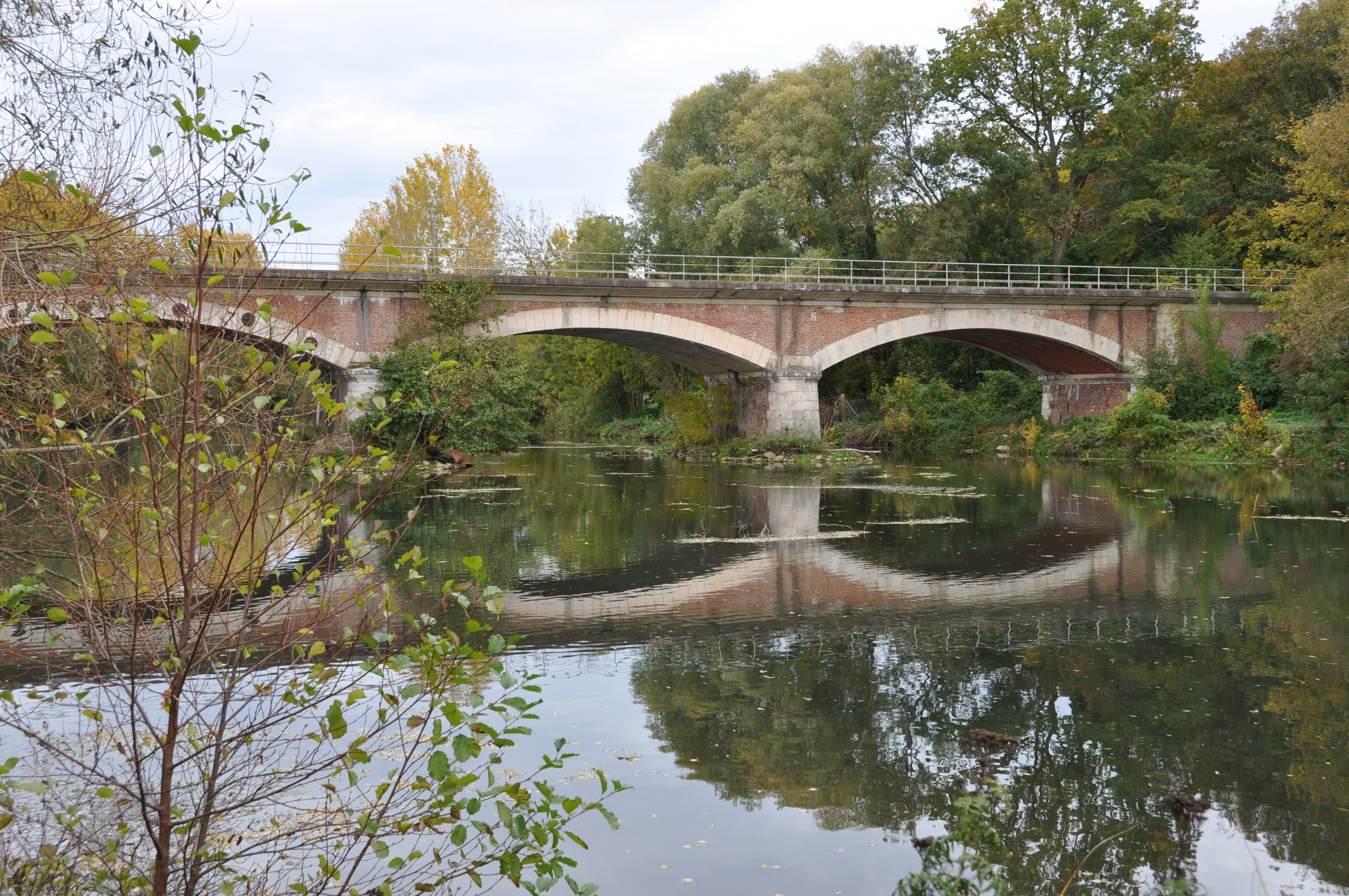
Ponte sul Loing

Giunto a Nemours per sbrigare una piccola faccenda, Maigret viene condotto sulla scena di quello che sembra essere un normale incidente stradale: una macchina, scontratasi con un camion che proveniva dalla direzione opposta, è finita, assieme ai suoi due passeggeri, nel fiume Loing. Una volta ripescata la macchina e avviate le ricerche dei due dispersi, un ragazzo e una ragazza, verrà rinvenuto nel bagagliaio il cadavere di una donna con la gola tagliata.
Una volta identificato il nome del proprietario della macchina, tale Jean Vertbois, Maigret inizia ad indagare su i testimoni dell'accaduto. In suo aiuto arriva il padre della ragazza, il notaio La Pommeraye, il quale racconta come sua figlia Viviane si sia innamorata follemente di Vertbois. Incalzato dalla stampa, presente in gran numero data l'efferatezza e la risonanza della vicenda, Maigret giunge alla conclusione che il camionista che ha tamponato la macchina abbia mentito. Egli infatti, dopo alcune resistenze, ammette di aver urtato l'auto dopo che i due giovani, che l'avevano lautamente pagato, s'erano nascosti sul camion.
Poco dopo Jean Vertbois, che con Viviane s'era nascosto nella casa di un amico del camionista, tenta la fuga ma viene prontamente catturato. La ragazza, che dai giornali aveva scoperto del cadavere nel baule, fugge lontano dal suo amante terrorizzata. Poco dopo si riusciranno a ricostruire anche le motivazioni del delitto. Vertbois, aveva ucciso una delle sue amanti, Marthe Dorval, per impossessarsi del denaro che teneva in casa.

## Edizioni
In francese è uscito la prima volta sul n° 29 [prima serie] di "Police-Film/Police-Roman", l'11 novembre 1938, poi nell'edizione del 1944 della raccolta Les nouvelles enquêtes de Maigret, pubblicata da Gallimard.
In italiano, con il titolo L'albergo degli annegati, nella traduzione di Bruno Just Lazzari, è per la prima volta edito da Mondadori nel 1955 in quattro puntate nella collana “I Capolavori Dei Gialli Mondadori” (nn° 14, 15, 16 e 17), quindi con la traduzione rinnovata di Elena Cantini, nella raccolta Maigret in Rue Pigalle della collana "Romanzi di Simenon” (n° 185), del 1962, poi nella collana "Le inchieste del commissario Maigret” (n° 53) del 1968 e negli "Oscar" (n° 476) dal 1973. È stato poi incluso nel 2013 nella raccolta La Locanda degli Annegati e altri racconti, nella traduzione di Marco Bevilacqua per Adelphi (parte della collana "gli Adelphi", al n° 432).

## Film e televisione
Il racconto è stato adattato per la televisione, come
- Episodio dal titolo L'auberge aux noyès, facente parte della serie televisiva Les enquêtes du commissaire Maigret per la regia di Jean-Paul Sassy, trasmesso per la prima volta su Antenne 2 il 26 novembre 1989, con Jean Richard nel ruolo del commissario Maigret.